# Lovre Bašić
Lovre Bašić (Zadar, 10 januari 1995) is een Kroatisch basketballer.

## Carrière
Bašić speelde in de jeugd van KK Zadar en maakte in 2012 zijn debuut voor de ploeg. Hij speelde gedurende zeven jaar voor de ploeg. In 2019 maakte hij de overstap naar KK Vrijednosnice Osijek waar hij een seizoen speelde. In het seizoen 2020/21 speelde hij voor de Belgische eersteklasser Liège Basket. In september 2021 verliet hij Luik en in november van dat jaar tekende bij tweedeklasser KK Jazine Arbanasi. In februari 2022 tekende hij bij het Bosnische HKK Posušje.
In augustus 2022 tekende hij opnieuw in Bosnië ditmaal bij HKK Široki maar vertrok in oktober 2022 na een knieblessure. In december 2022 tekende hij opnieuw in Kroatië ditmaal bij KK Alkar waar hij de rest van het seizoen speelde. In juli 2023 tekende hij voor de Litouwse eersteklasser KK Nevėžis maar verliet de club in december 2023. In januari 2024 tekende hij bij Hongaarse eersteklasser BC Körmend voor de rest van het seizoen. In november 2024 tekende hij bij de Kroatische eersteklasser KK Zabok.